# Micro-Dynagraph
Ein Micro-Dynagraph ist ein Gerät aus der Uhrmacherei, das zur Aufzeichnung der Schwankungen des Kraftmomentes auf dem Hemmungsrad, der Veränderung der Schwingungsweite der Unruh und der Gangabweichungen der Uhr verwendet wird. Der Micro-Dynagraph wurde von R. Straumann entwickelt.